# Elena Donati
Elena Donati (Brescia, 26 gennaio 1974) è un'ex nuotatrice italiana.

## Carriera
È stata una buona ranista soprattutto all'inizio degli anni novanta, quando nelle competizioni nazionali ha lottato spesso contro Manuela Dalla Valle ai campionati italiani, riuscendo a vincerne tre. Bresciana, ha sempre fatto parte di squadre della sua provincia, diventando, dopo il suo ritiro come agonista, allenatrice della Leonessa nuoto Brescia.
Ha fatto parte della nazionale maggiore, rappresentando l'Italia ai Giochi del Mediterraneo del 1991, dove ha vinto nella staffetta 4 x 100 m mista la medaglia d'oro con Lorenza Vigarani, Ilaria Tocchini e Nadia Pautasso. L'anno dopo a Barcellona ha partecipato ai Giochi della XXV Olimpiade nei 100 e nei 200 m rana. Nel 1993 è arrivata in finale agli europei di Sheffield, ha partecipato alla prima edizione dei campionati mondiali di nuoto in vasca corta ed è tornata a salire sul podio ai XII Giochi del Mediterraneo, seconda nei 100 m rana.

## Palmarès
nota: questa lista è incompleta
| Giochi olimpici              | 100 m rana              | 200 m rana              | ---             |
| 1992 Barcellona Spagna       | 32ª in batteria 1'14"70 | 24ª in batteria 2'36"42 | ---             |
| Mondiali in vasca corta      | 100 m rana              | 200 m rana              | ---             |
| 1993 Palma di Majorca Spagna | elim. in batteria '     | elim. in semifinale '   |                 |
| Campionati europei           | 100 m rana              | 200 m rana              | ---             |
| 1993 Sheffield Regno Unito   | ---                     | 7ª 2'33"59              | ---             |
| Giochi del Mediterraneo      | 100 m rana              | ---                     | 4 x 100 m mista |
| 1991 Atene Grecia            | ---                     | ---                     | Oro: 4'18"81 :  |
| 1993 Narbonne Francia        | Argento 1'12"24         | ---                     | ---             |

### Campionati italiani
3 titoli individuali, così ripartiti:
- 1 nei 100 m rana
- 2 nei 200 m rana

nota: sino al 1996 sono indicate solo le vittorie, dal 1997 tutti i podî
| Anno | Edizione    | rana 100 m | rana 200 m |
| ---- | ----------- | ---------- | ---------- |
| 1993 | Primaverili | -          | 1          |
| 1994 | Primaverili | 1          | 1          |
| 1997 | Primaverili | -          | 3          |
| 1997 | Estivi      | -          | 2          |
| 1998 | Primaverili | 3          | 2          |
| 1998 | Estivi      | -          | 3          |